# Осада Никеи (1113)
Осада Никеи (1113) — осада турками-сельджуками Никеи.
После успеха христиан в Первом Крестовом походе и отказа от проведения нового Крестового похода в 1101 году, турки-сельджуки возобновили наступление на владения Византии в Малой Азии.
Император Алексей I Комнин был уже немолод и поэтому не мог быстро реагировать на новые набеги сельджуков. Сельджуки стали вновь хозяйничать на западе Малой Азии, опустошая большие территории и уводя в рабство обычных жителей. Вскоре турки осадили Никею. В это время под стены города явился император с армией и сразился с сельджуками. Мусульмане были разгромлены и выбиты с византийской территории, осада с Никеи была успешно снята.